# Yagyeongkkun ilji
Yagyeongkkun ilji (hangul: 야경꾼 일지) – południowokoreański serial telewizyjny emitowany na antenie MBC. Serial był emitowany od 4 sierpnia do 21 października 2014 roku, w poniedziałki i wtorki o 22:00, liczy 24 odcinki. Główne role odgrywają w nim Jung Il-woo, Ko Sung-hee, Yunho oraz Seo Ye-ji.
Serial kręcony był na planie Dae Jang-geum Park.

## Obsada
| - Jung Il-woo jako Lee Rin/Wolgang - Kim Hwi-soo jako młody Lee Rin - Ko Sung-hee jako Do-ha - Lee Chae-mi jako młoda Do-ha - Yunho jako Kang Moo-seok - Yoo Seung-yong jako młody Kang Moo-seok - Seo Ye-ji jako Park Soo-ryeon - Kang Joo-eun jako młoda Park Soo-ryeon - Yoon Tae-young jako Jo Sang-heon - Kim Heung-soo jako Gi-san - Lee Tae-woo jako młody Gi-san - Kim Sung-oh jako Sadam - Lee Jae-yong jako Park Soo-jong - Ko Chang-seok jako Fat Minister Jung-seung - Lee Se-chang jako eunuch Song - Kang Ji-woo jako Rang - Seo Yi-sook jako królowa wdowa Chungsoo - Moon Bo-ryung jako Mo Yeon-wol - Jung Woo-sik jako Ho-jo - Shim Eun-jin jako Ok-mae - Ah Young jako Hong Cho-hee - Ahn Jung-hoon jako pan Chun - Jo Dal-hwan jako Maeng Sa-kong - Kim So-yeon jako Kang In-hwa - Lee Ha-yool jako Dae-ho | Gościnnie wystąpili - Yoo Da-in jako Yeon-ha - Choi Won-young jako King Haejong - Song Yi-woo jako królowa Min - Jeon Hye-young jako Sa-wol - Cho Seung-hee jako Young-geun - Hwang Seok-jeong jako Dangkol Eomi - Alice jako Mae-hyang |

## Oglądalność
| No. | Data emisji               | Oglądalność | Oglądalność |
| No. | Data emisji               | TNmS        | AGB Nielsen |
| --- | ------------------------- | ----------- | ----------- |
| 1   | 4 sierpnia 2014(dts)      | 11,8%       | 10,9%       |
| 2   | 5 sierpnia 2014(dts)      | 11,5%       | 10,8%       |
| 3   | 11 sierpnia 2014(dts)     | 11,2%       | 11,0%       |
| 4   | 12 sierpnia 2014(dts)     | 12,1%       | 11,3%       |
| 5   | 18 sierpnia 2014(dts)     | 12,0%       | 12,1%       |
| 6   | 19 sierpnia 2014(dts)     | 13,3%       | 12,7%       |
| 7   | 25 sierpnia 2014(dts)     | 12,3%       | 12,2%       |
| 8   | 26 sierpnia 2014(dts)     | 12,6%       | 12,1%       |
| 9   | 2 września 2014(dts)      | 11,3%       | 12,1%       |
| 10  | 2 września 2014(dts)      | 8,5%        | 8,6%        |
| 11  | 8 września 2014(dts)      | 10,3%       | 9,6%        |
| 12  | 9 września 2014(dts)      | 12,1%       | 11,6%       |
| 13  | 15 września 2014(dts)     | 10,9%       | 11,3%       |
| 14  | 16 września 2014(dts)     | 12,1%       | 12,2%       |
| 15  | 22 września 2014(dts)     | 10,4%       | 10,3%       |
| 16  | 23 września 2014(dts)     | 10,3%       | 9,5%        |
| 17  | 29 września 2014(dts)     | 10,1%       | 10,5%       |
| 18  | 30 września 2014(dts)     | 9,7%        | 10,2%       |
| 19  | 6 października 2014(dts)  | 9,9%        | 9,3%        |
| 20  | 7 października 2014(dts)  | 10,5%       | 9,7%        |
| 21  | 13 października 2014(dts) | 9,9%        | 9,3%        |
| 22  | 14 października 2014(dts) | 10,8%       | 11,5%       |
| 23  | 20 października 2014(dts) | 9,1%        | 11,5%       |
| 24  | 21 października 2014(dts) | 11,7%       | 12,5%       |